# Passeport équatorien
Le passeport équatorien est un document de voyage international délivré aux ressortissants équatoriens, et qui peut aussi servir de preuve de la citoyenneté équatorienne. 

## Liste des pays sans visa ou visa à l'arrivée
Pérou
Brésil 
Argentine 
Uruguay
Bolivie 
Chili 
Paraguay 
Venezuela 
Nicaragua 
Honduras 
Panama 
Bahamas 
Kenya 
Hong Kong 
Afrique du Sud 
Philippines 
Malaisie 
Indonésie 
Zambie 
Dominique 
Égypte 
Corée du Sud